# Nintendo DS Browser
Nintendo DS Browser är en version av Opera-webbläsaren avsedd att användas tillsammans med den bärbara spelkonsolen Nintendo DS. Webbläsaren släpptes i Japan den 24 juli 2006 och i Europa den 6 oktober 2006. Webbläsaren ligger lagrad på en spelkassett av samma typ som övrig mjukvara till Nintendo DS. Dessutom följer det med en minnesexpansion kallad Nintendo DS Memory Expansion Pak på 4 MB. Minnesexpansionen är till för att underlätta hanteringen av webbsidor. I dagsläget finns inga andra tillverkare/spel som nyttjar denna minnesexpansion även om det är fullt möjligt.

## Två versioner
Webbläsaren som är utvecklad av det norska företaget Opera och finns i två versioner. Den ena versionen heter Nintendo DS Browser och är avsedd för den första versionen av konsolen och den andra versionen heter Nintendo DS Lite Browser och är avsedd för den nya versionen av konsolen. Det är bara den medföljande minnesexpansionen i de bägge versionerna som utseendemässigt skiljer sig åt mellan de bägge versionerna.

## Saknat stöd
Webbläsaren kan inte hantera vissa vanliga filformat som till exempel flash, pdf och mp3. Webbläsaren saknar stöd för bokstaven å vilket leder till konstigheter vid sparandet av bokmärken som innehåller denna bokstav.